# Cantaracillo
Cantaracillo es un municipio y localidad española de la provincia de Salamanca, en la comunidad autónoma de Castilla y León. Se integra dentro de la comarca de la Tierra de Peñaranda. Pertenece al partido judicial de Peñaranda y a la Mancomunidad de Peñaranda.
Su término municipal está formado por un solo núcleo de población, ocupa una superficie total de 37,07 km² y según los datos demográficos recogidos en el padrón municipal elaborado por el INE en el año 2017, cuenta con una población de 194 habitantes.

## Etimología
Como ya indicó Julio González, los nombres de Cantaracillo, Cantalapiedra, Cantalpino, Cantiveros, Cantimpalos, Cantespino, Cansoles y similares contienen una forma proclítica *can ‘campo’. Ello permite descartar una hipótesis prerromana, de la que Llorente era el más destacado valedor. Riesco Chueca se adhiere a la propuesta de Julio González, ofreciendo una panorámica general e introduciendo algunas matizaciones semánticas que explican la alta concentración espacial de los topónimos Canta- en la antigua frontera entre Castilla y León, un hecho que ya había llamado la atención de Ángel Barrios.

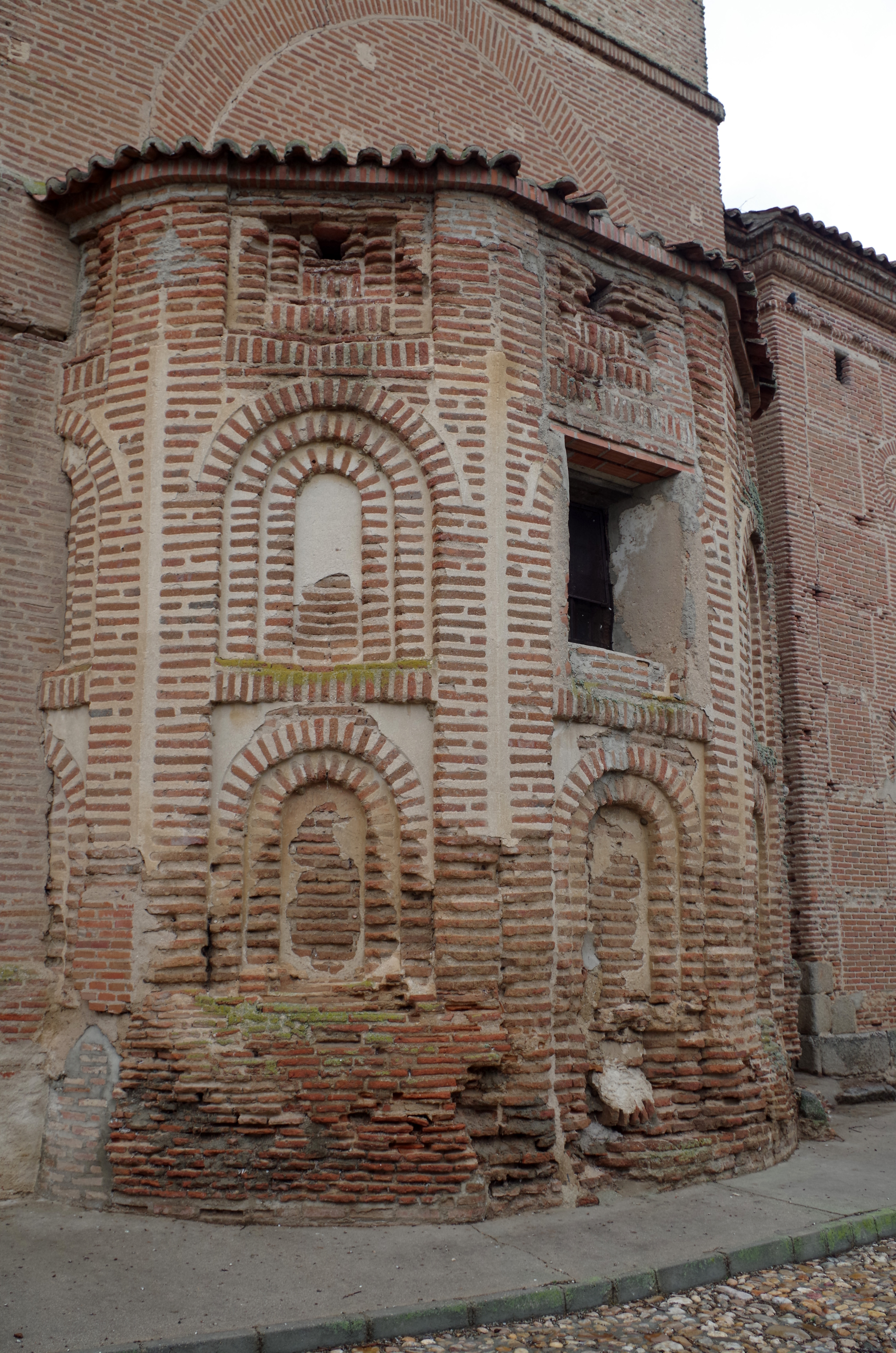
Ábside mudéjar de la iglesia.

Las formas registradas del nombre del pueblo son coincidentes: Cantarziello desde 1250. Julio González propone como origen del nombre un *Campo de Arziello. Riesco Chueca detalla la evolución y el significado: *Campo de Arziello> *Candarziello > Cantarziello, con posterior anaptixis (epéntesis, en este caso de una vocal -a-). La voz Arziello debe entenderse como diminutivo arcaico del común arco 'pieza constructiva para salvar un vano formada por una serie de piedras labradas o seleccionadas apropiadamente y dispuestas en cuña'. Se aplicaría a algún resto arqueológico o hito patrimonial que llamara la atención de los pobladores.
Julio González interpretaba la toponimia de campo en la región allende el Duero como alusiva a terrenos fértiles, aptos para la labor, pero abandonados tras las guerras (“campos inicialmente incultos, no vinculados sólo para pastos”), que llamarían la atención de los ganaderos y caballeros repobladores en el s. X. No obstante, y sobre todo para los topónimos fronterizos, Riesco sospecha en estos nombres una referencia más militar que agrícola, en la que *cam, *can estén por ‘campo de batalla, línea defensiva’. Estos pueblos se sitúan en la frontera entre Castilla y León, donde fueron frecuentes las refriegas militares; Cantalapiedra y Cantaracillo contaron con torres fortificadas. A la vista de estos datos y dada la alta concentración de topns. Canta-, Cande- (< cam[po] de) en las fronteras de León y Castilla, es probable que hagan referencia a lugares de batalla o puntos de alta tensión fronteriza. El carácter de emblema en los determinativos (piedra, arcillo, pino, sol, espina) parece entroncar con la tradición heráldica de ligar la memoria de una batalla a una circunstancia anecdótica. En otros casos, sin embargo, habrá de interpretarse campo en su acepción toponímica más común: tierra desarbolada, rasa.

## Historia
Desde la repoblación medieval de estas tierras, Cantaracillo formó parte de la Comunidad de Villa y Tierra de Ávila, en el Sexmo de San Vicente. En 1833, se crearon las provincias y pasó a formar parte de la de Salamanca en la Región de León.

## Geografía humana

### Demografía
Cuenta con una población de 190 habitantes (INE 2024).
| Gráfica de evolución demográfica de Cantaracillo entre 1842 y 2021                                                    |
| |
| Población de derecho según los censos de población del INE. Población de hecho según los censos de población del INE. |

## Administración y política
| Partido político                         | 2019  | 2019  | 2019       | 2015  | 2015  | 2015       | 2011  | 2011  | 2011       | 2007  | 2007  | 2007       | 2003  | 2003  | 2003       |
| Partido político                         | %     | Votos | Concejales | %     | Votos | Concejales | %     | Votos | Concejales | %     | Votos | Concejales | %     | Votos | Concejales |
| Partido Popular (PP)                     | 64,63 | 106   | 4          | 56,83 | 79    | 4          | 48,43 | 77    | 3          | 36,79 | 71    | 1          | 37,67 | 84    | 3          |
| Partido Socialista Obrero Español (PSOE) | 31,71 | 52    | 1          | 26,62 | 37    | 1          | 46,54 | 74    | 2          | 60,62 | 117   | 4          | 61,88 | 138   | 4          |